# Muselina

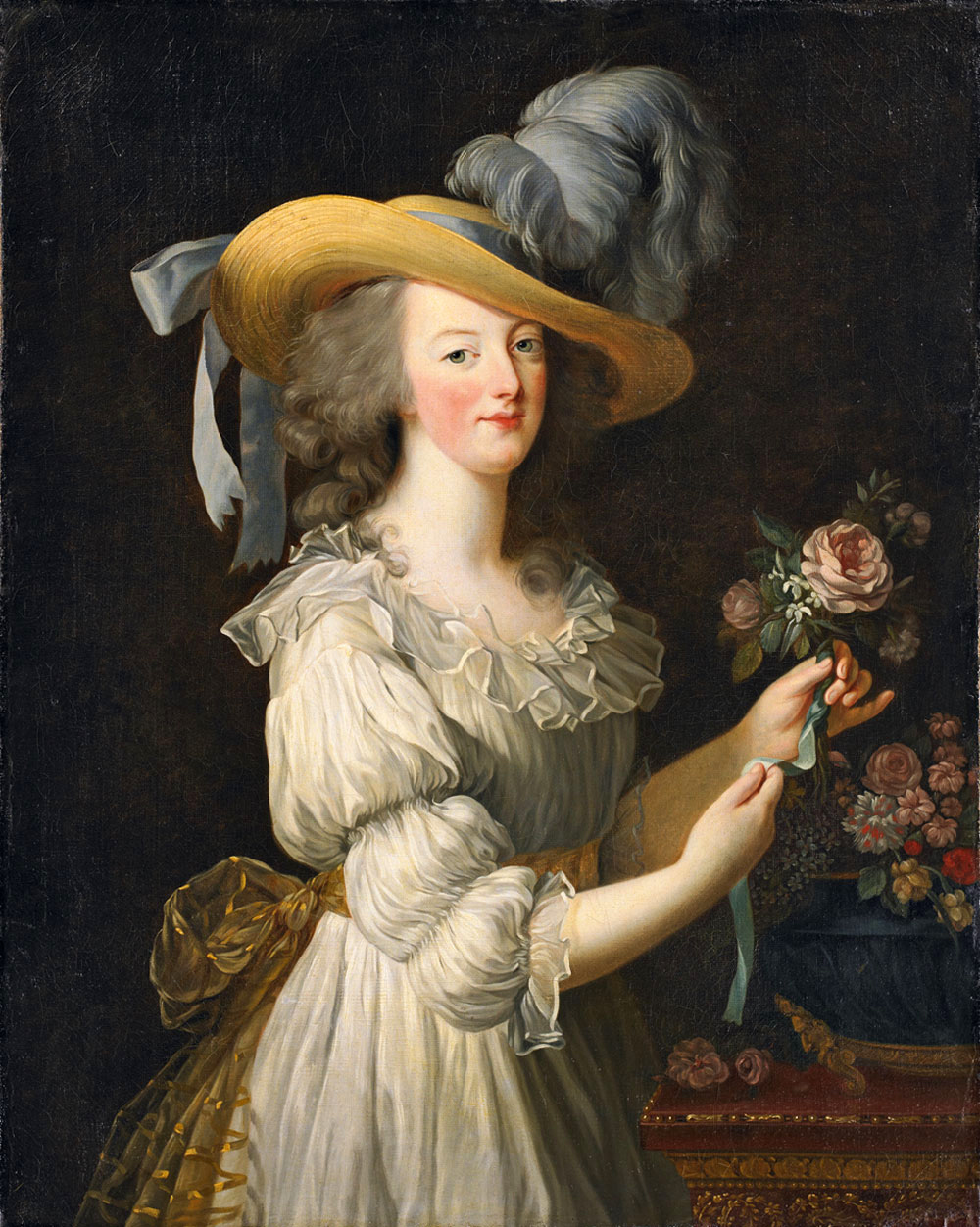
María Antonieta con traje de muselina (retrato de 1783).

La muselina, también llamada doble gasa, es una tela fina de algodón. Recibe su nombre de la ciudad de Mosul, Irak, que es su lugar de origen.

## Historia
Procedente de la India apareció en Europa en el siglo XIII, primero en seda y más tarde en algodón. Pese a las prohibiciones de importación y a las facilidades dadas a la industria para su fabricación, fue necesario esperar hasta el siglo XIX para que la confección de la muselina se desarrollara en Europa.

## Usos
Los vestidos de muselina, puestos de moda a finales del siglo XVIII, crearon una nueva industria. La muselina es un tejido fino, transparente y vaporoso. Se teje con hilos finos y retorcidos, no muy tupidos, empleando algodón, seda, lana viscosa o hilos sintéticos. Se utiliza generalmente para el vestuario teatral y para la decoración de las ventanas.
Ligera y sólida, se utiliza, comúnmente, para la confección de los trajes de las bailarinas de ballet, ya sea para los tutús cortos o largos.